# エリン・カミングス
エリン・カミングス（Erin Cummings、1977年7月19日 - ）は、アメリカ合衆国の女優。

## 出演作品
- THE ICEMAN 氷の処刑人
- アンフォゲッタブル２　完全記憶捜査
- クリミナル・マインド８　ＦＢＩ行動分析課
- Major Crimes　～重大犯罪課 シーズン1
- PAN AM/パンナム
- デトロイト 1-8-7（アビー・ウォード検死医）
- MAD MEN　マッドメン シーズン4（キャンディス）
- スパルタカス（スーラ）
- NIP/TUCK　ハリウッド整形外科医 シーズン6
- ダーク・ハウス　戦慄迷館
- ビッチ・スラップ 危険な天使たち（ヘル）
- コールドケース6
- チャームド～魔女３姉妹 シーズン8